# Betsie ten Boom
Elisabeth (Betsie) ten Boom, född den 19 augusti 1885 i Amsterdam, död den 16 december 1944 i Ravensbrück, var en holländsk reformert kristen som under andra världskriget skyddade judar. Hon internerades i koncentrationslägret Ravensbrück 1944 där hon avled några månader efter ankomsten. Hon har blivit omtalad tack vare att hon är omskriven i sin syster Corrie ten Booms bok, Gömstället, om hur familjen agerade mot nazisterna under ockupationen av Nederländerna.
Betsie ten Boom var det äldsta av familjen ten Booms fem barn. Hon led av en form av perniciös anemi och beslutade som ung att inte gifta sig, då hon inte kunde få barn.  Familjen ten Boom tillhörde den Nederländska reformerta kyrkan och ägde en stark tro på alla människors lika värde inför Gud. Under den nazistiska ockupationen skyddade de judar och motståndsmän. Familjen lät till och med inrätta ett hemligt rum i sitt hem där de gömde judar. Familjen blev angiven och arresterad 1944. Efter en tid i fängelse fördes Betsie ten Boom till kvinnolägret Ravensbrück där hon avled senare samma år.
År 2008 blev Betsie ten Boom och hennes far Casper av den israeliska staten utsedda till Rättfärdig bland folken, vilket hennes syster Corrie också tidigare blivit. 
Betsie ten Boom har porträtterats på film av Julie Harris i en filmatisering av boken Gömstället med titeln The Hiding Place (1975), och av Joanie Stewart i Return to the Hiding Place (2011).